# Logania cordifolia
Logania cordifolia är en tvåhjärtbladig växtart som beskrevs av William Jackson Hooker. Logania cordifolia ingår i släktet Logania och familjen Loganiaceae. Inga underarter finns listade i Catalogue of Life.